# Spirituali militum curae
Spirituali militum curae – konstytucja apostolska Jana Pawła II, dostosowująca ordynariaty polowe do nauczania Soboru Watykańskiego II i nadająca im status Kościołów partykularnych. Dokument został podpisany 21 kwietnia 1986.